# Schillerplatz (Cottbus)
Der Schillerplatz, niedersorbisch Schillerowe namešto, ist ein zentraler Platz in der Stadt Cottbus in Brandenburg. Er befindet sich im westlichen Teil des Stadtteils Mitte zwischen der August-Bebel-Straße im Norden, der Wernerstraße im Osten, der Karl-Liebknecht-Straße im Süden und der Schillerstraße im Westen. Auf dem südlichen Teil des Platzes liegt das Staatstheater, auf dem nördlichen der Schillerpark. Die 2,4 Hektar große Anlage steht als Bauensemble unter Denkmalschutz.

## Geschichte und Gestaltung

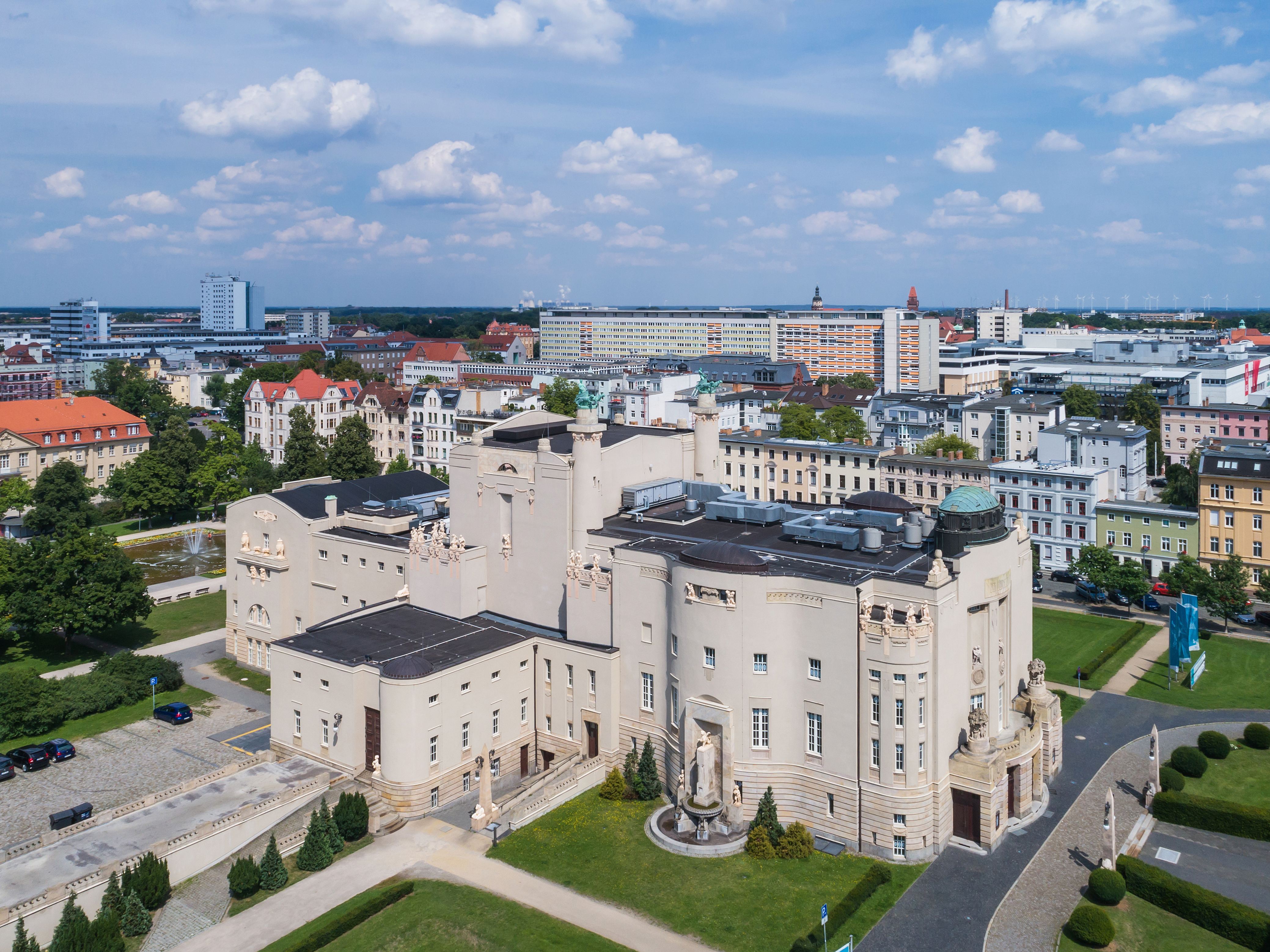
Der südliche Teil des Platzes mit dem Staatstheater (2017)

Der Schillerplatz wurde im Jahr 1880 bei der Cottbuser Stadterweiterung als Viehmarkt angelegt. Im März 1905 beschloss die Stadtverordnetenversammlung den Bau eines Theaters an diesem Ort, im November des gleichen Jahres begann der Architekt Bernhard Sehring mit den Planungen für das Projekt. Im Mai 1907 erhielt der Platz den Namen „Schillerplatz“ nach Friedrich Schiller, am 1. Oktober 1908 wurde das Stadttheater, das heutige Staatstheater, eingeweiht. Der nördlich des Theaters gelegene Bereich wurde geschottert, lediglich durch einen breiten axialen Weg gegliedert und als Exerzierplatz und für Jahrmärkte genutzt. Anlässlich der 800-Jahr-Feier der Stadt Cottbus wurde der nördliche Teil des Platzes im Jahr 1956 von Joachim Scherzer umgestaltet.
Der südliche Bereich des Platzes ist über eine halbrunde Einfahrt vor dem Eingangsbereich des Staatstheaters erschlossen. In der Mitte der Einfahrt führt ein zur Straßenseite aufgeweiteter Weg zu einer Freitreppe auf den Theatervorplatz. Zwischen der Einfahrt und dem Fußweg liegen vertiefte Grünflächen. Die Zufahrt wurde ursprünglich von Riesen-Lebensbäumen begleitet, der axiale Weg zur Freitreppe ist mit einer Eibenhecke bepflanzt. Die Riesen-Lebensbäume wurden in den 1930er Jahren durch Säuleneichen ersetzt. An den Seiten des Staatstheaters wurden zwei halbkreisförmige Brunnen angelegt, daneben breiten sich rechteckförmige Rasenparterres aus. Der Grünstreifen vor den seitlichen Terrassen ist unter anderem mit Lebensbäumen, Eiben, Scheinzypressen und Buchsbäumen bewachsen.

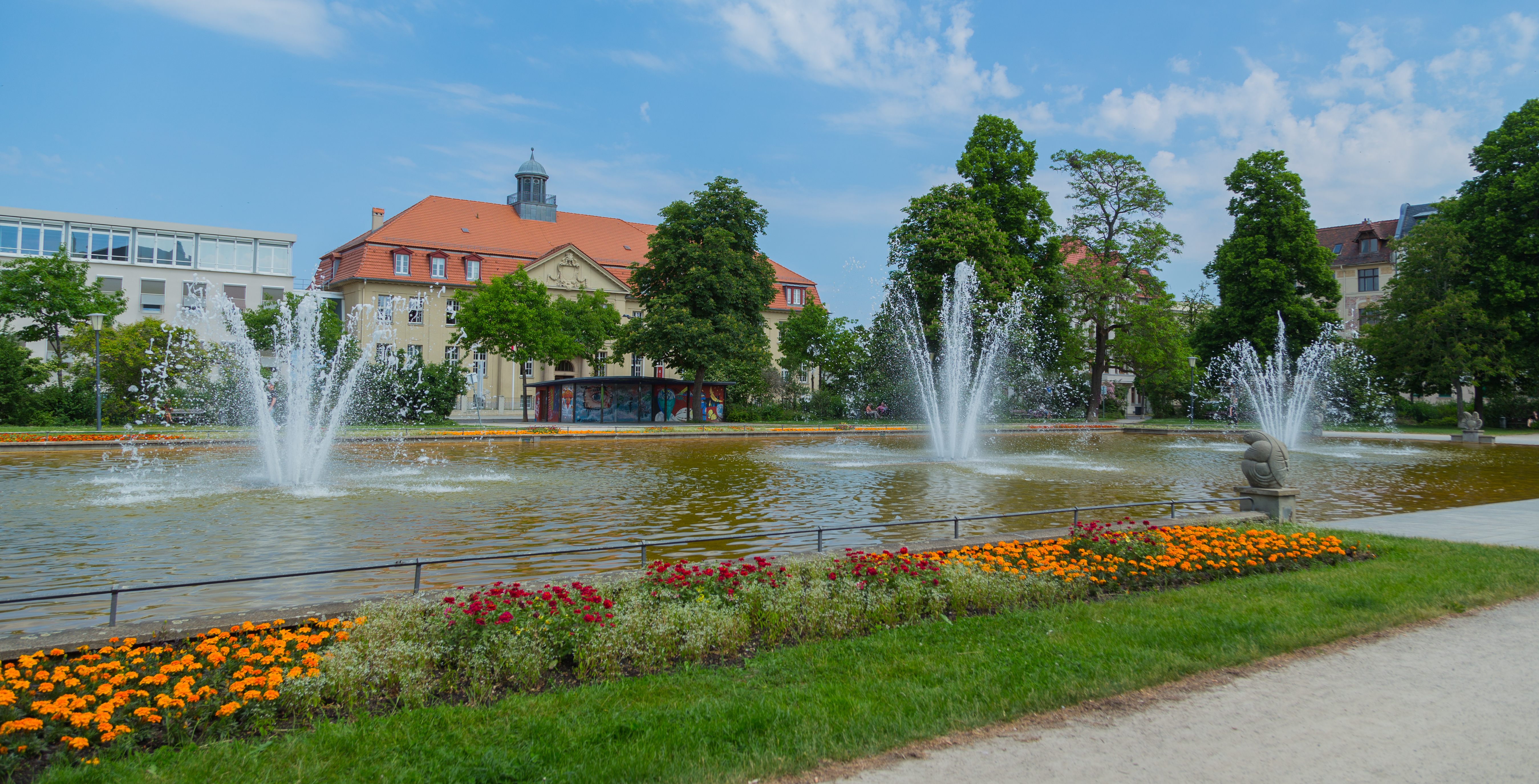
Wasserbecken mit Fontänen im Schillerpark (2021)

Auf dem nördlichen Teil des Schillerplatzes wurde 1956 ein Wasserbecken in barocken Formen mit drei Wasserfontänen und wasserspeienden Brunnenfiguren gebaut. Der Brunnen ist von einer Rabatte umgeben. Die Rasenflächen sind durch gerade und diagonal zum Brunnen laufende Wege gegliedert und ungeordnet mit Laubbäumen bepflanzt, unter anderem mit Krimlinden, Zuckerahorn und Edelkastanien. An der Schiller-, Werner- und August-Bebel-Straße wird der Schillerplatz von Doppelreihen an Roteichen gerahmt.